# هافدان كليف
هافدان كليف (بالنرويجية البوكمول: Halfdan Cleve)‏ هو عازف بيانو وملحن نرويجي، ولد في 5 أكتوبر 1879 في كونغسبرغ في النرويج، وتوفي في 6 أبريل 1951 في أوسلو في النرويج.

## وصلات خارجية
- هافدان كليف على موقع ميوزك برينز (الإنجليزية)
- هافدان كليف على موقع ديسكوغز (الإنجليزية)